# New Zealand Open 1984
Die New Zealand Open 1984 (auch New Zealand International 1984) im Badminton fanden Anfang September 1984 in Auckland statt. Der Finaltag war der 2. September 1984.

## Finalresultate
| Disziplin    | Sieger                        | Finalist                     | Ergebnis          |
| ------------ | ----------------------------- | ---------------------------- | ----------------- |
| Herreneinzel | Graeme Robson                 | Philip Horne                 | 15–6, 15–4        |
| Dameneinzel  | Linda Persson                 | Toni Whittaker               | 11–4, 11–6        |
| Herrendoppel | Stephen Lobb Jacob van Selm   | Philip Horne Graeme Robson   | 15–6, 8–15, 18–16 |
| Damendoppel  | Karen Phillips Toni Whittaker | Linda Persson Allison Wilson | 8–15, 15–13, 15–7 |
| Mixed        | Graeme Robson Toni Whittaker  | Philip Horne Allison Wilson  | 15–9, 6–15, 15–11 |